# Municipio de Cherrytree
El municipio de Cherrytree (en inglés: Cherrytree Township) es un municipio ubicado en el condado de Venango en el estado estadounidense de Pensilvania. En el año 2000 tenía una población de 1.543 habitantes y una densidad poblacional de 16 personas por km².

## Geografía
El municipio de Cherrytree se encuentra ubicado en las coordenadas 41°36′00″N 79°45′59″O / 41.60000, -79.76639.

## Demografía
Según la Oficina del Censo en 2000 los ingresos medios por hogar en la localidad eran de $36,193 y los ingresos medios por familia eran $39,559. Los hombres tenían unos ingresos medios de $29,583 frente a los $21,438 para las mujeres. La renta per cápita para la localidad era de $16,176. Alrededor del 7,5% de la población estaban por debajo del umbral de pobreza.